# Maiale (zodiaco cinese)

Maiale (Cinghiale)

Il Maiale (猪) o Cinghiale è uno dei dodici segni dello zodiaco cinese.

## Gli anni e i cinque elementi
Le persone nate o che nasceranno in questi periodi astrologicamente appartengono all''anno del Maiale, aggiungendo il seguente segno elementale:
- 10 febbraio, 1899 - 31 gennaio, 1900: Terra
- 30 gennaio, 1911 - 18 febbraio, 1912: Metallo
- 16 febbraio, 1923 - 4 febbraio, 1924: Acqua
- 4 febbraio, 1935 - 23 gennaio, 1936: Legno
- 22 gennaio, 1947 - 9 febbraio, 1948: Fuoco
- 8 febbraio, 1959 - 27 gennaio, 1960: Terra
- 27 gennaio, 1971 - 14 febbraio, 1972: Metallo
- 13 febbraio, 1983 - 1º febbraio, 1984: Acqua
- 31 gennaio, 1995 - 18 febbraio, 1996: Legno
- 18 febbraio, 2007 - 6 febbraio, 2008: Fuoco
- 5 febbraio, 2019 - 24 gennaio, 2020: Terra
- 23 gennaio, 2031 - 10 febbraio, 2032: Metallo
- 10 febbraio, 2043 - 29 gennaio, 2044: Acqua
- 28 gennaio, 2055 - 14 febbraio, 2056: Legno
- 14 febbraio, 2067 - 2 febbraio, 2068: Fuoco
- 2 febbraio, 2079 - 21 gennaio, 2080: Terra
- 18 febbraio, 2091 - 6 febbraio, 2092: Metallo
- 4 febbraio, 2103 - 28 gennaio, 2104: Acqua

Tale elemento è riferito al solo anno come viene indicato dal Ki delle nove stelle.

## Attributi e associazioni tradizionali
| Posizione nello Zodiaco       | Dodicesimo |
| Ore più adatte della giornata | 21:00 - 22:59 |
| Direzione                     | Nord-Nord-Ovest |
| Stagione adatta               | Inverno |
| Mese lunare                   | Decimo |
| Ramo terrestre                | Hai |
| Pianeta                       | Mercurio |
| Segno occidentale equivalente | Scorpione |
| Polarità                      | Yin |
| Elemento                      | Acqua |
| Tratti Positivi               | Affettuoso, protettivo, generoso, ospitale, lavoratore, gentile, forte, affidabile, modesto, paziente, onesto, intelligente. |
| Tratti Negativi               | Possessivo, timido, ingenuo, ha i suoi tempi, materialista, infantile.                                                       |
| Nazioni                       | Nepal, Armenia, Filippine, Angola, Libano                                                                                    |
| Numeri fortunati              | 2, 5, 6, 8; evitare: 3, 4, 9                                                                                                 |
| Fiori fortunati               | giglio |
| Colori fortunati              | giallo; evitare: rosso, blu                                                                                                  |